# Älvdalen (Gemeinde)
Koordinaten: 61° 14′ N, 14° 2′ O

Älvdalen ist eine Gemeinde (schwedisch kommun) in der schwedischen Provinz Dalarnas län und den historischen Provinzen Dalarna und Härjedalen. Der Hauptort der Gemeinde ist Älvdalen.

## Geografie
Der Fluss Österdalälven durchfließt das Gemeindegebiet von Nordwesten nach Südosten.
In der Gemeinde Älvdalen liegen alle Berge der Provinz Dalarnas län mit einer Höhe über 950 m, so auch der Storvätteshågna, der mit 1204 m der höchste Berg der Provinz ist, und der auffällige Städjan (1131 m).

## Flora
Auf dem Gemeindegebiet steht die wegen ihres hohen Alters bekannte Fichte Old Tjikko.

## Kultur
Neben Schwedisch wird in der Gemeinde noch heute von vielen Einwohnern Älvdalisch gesprochen, ein alter schwedischer Dialekt, heute auch zunehmend als eigenständige skandinavische Sprache betrachtet.

## Partnerstädte
Seit 1975 ist das deutsche Ostseebad Schönberg (Holstein) Partnergemeinde von Älvdalen.